# Bennett C. Riley
Bennett C. Riley (* 1790 in Saint Mary’s County, Maryland; † 6. Juni 1853 in Buffalo, New York) war ein US-amerikanischer General und letzter Militärgouverneur von Kalifornien.

## Leben
Der junge Riley trat früh in die US Army ein, um eine Offizierskarriere zu machen. Seit Anfang 1813 war er Leutnant, im März 1817 wurde er Oberleutnant. Er wurde erst dem 5. und dann dem 6. Infanterie-Regiment in Fort Atkinson am Missouri River zugeteilt. Im Jahre 1821 war er bereits Hauptmann. Im August 1823 war er an der Seite seines Obersts Henry Leavenworth bei einem Feldzug gegen die Arikaree-Indianer. Der militärisch erfolglose Kampf hatte als erster Feldzug gegen Indianer westlich des Mississippi historische Bedeutung. In den folgenden Jahren setzte sich seine steile militärische Karriere fort. 1829 beschützte er Händler auf dem Santa Fe Trail vor Indianern und überschritt mit seinen Truppen kurzzeitig die Grenze nach Mexiko, um einem dort durch Komantschen angegriffenen Handelszug von Charles und William Bent zu Hilfe zu kommen. Neben einigen Brevet-Beförderungen wurde er regulärer Major beim 4. Infanterie-Regiment (1837). Schon zwei Jahre später war er Oberstleutnant bei der 2. Infanterie. Für seine Teilnahme am Seminolenkrieg in Florida wurde er mehrfach ausgezeichnet.
Beim Ausbruch des Amerikanisch-Mexikanischen Krieges war Riley bereits Oberst. Nachdem er sich auch in diesem Krieg mehrfach als Soldat bewährt hatte, wurde er zum Brigade-General befördert. 1849 wurde er Kommandeur der US-Truppen des im Krieg von Mexiko eroberten und besetzten Oberkaliforniens und damit gleichzeitig Militärgouverneur. Der Gouverneursposten wurde im Dezember an die neu entstandene Zivilverwaltung abgetreten. Riley war also der letzte Militärgouverneur des 1850 als Bundesstaat in die Union aufgenommenen Kaliforniens. Das militärische Kommando in der Region behielt er noch bis 1850. Dann sollte er ein Kommando am Rio Grande übernehmen, das er jedoch wegen seines inzwischen schlechten Gesundheitszustandes nicht mehr antreten konnte. Daher schied er aus dem aktiven Dienst aus und kehrte in sein Haus in Buffalo, New York zurück.
Seine ehrgeizige militärische Karriere forderte nun ihren Tribut. Sein rastloser Einsatz in vielen Schlachten und Gefechten untergrub seine Gesundheit und er erkrankte an einem Krebsleiden, dem er schließlich erlag. Er hinterließ eine Witwe und fünf Kinder.

## Würdigung
Nach Bennett Riley sind benannt:
- Fort Riley im Nordosten von Kansas, gegründet 1853 als Camp Center, wurde unmittelbar nach seinem Tod nach Bennett Riley benannt.
- Riley County, Kansas gegründet 1855 wurde nach dem Fort und General Riley benannt.
- Die Kleinstadt Riley, Kansas (886 Einwohner, Stand 2000) ging aus einem Eisenbahn-Depot namens Riley Center hervor und bekam den heutigen Namen im Jahr 1895.